# Psychoda contortula
Psychoda contortula és una espècie d'insecte dípter pertanyent a la família dels psicòdids que es troba a Àfrica: el Camerun.